# District de Huiji
Le district de Huiji (惠济区 ; pinyin : Huìjì Qū) est une subdivision administrative de la province du Henan en Chine. Il est placé sous la juridiction de la ville-préfecture de Zhengzhou.